# فرناندوی ششم
فردیناند ششم (به اسپانیایی:Fernando VI؛ ۲۳ سپتامبر ۱۷۱۳ – ۱۰ اوت ۱۷۵۹) ملقب به دانا، شاه اسپانیا از ۹ ژوئیه ۱۷۴۶ میلادی تا زمان مرگش بود. او همچنین چهارمین پسر شاه پیشین، فلیپه پنجم و همسرش، ماریا لوئیسا ساووا، بود. او که در ۲۳ سپتامبر ۱۷۱۳ میلادی در مادرید به دنیا آمد، سومین عضو خاندان سلطنتی بوربون‌های اسپانیا نیز محسوب می‌شد.

## اقدامات
- مالی و اقتصادی: برای نخستین بار، بحث استفاده از کاداستر مطرح و عملی شد. برای انتقال پول در میان بانکها اقداماتی اندیشیده شد و این اقدامات در زمان کارلوس سوم، عملی گردید.
- مدرنیزه سازی نیروی دریایی: بنادر کادیز، هاوانا و کارتاگنا دارای ناوگان نیرومندی شده و پیشرفت‌هایی در زمینه مدرن سازی کشتی‌ها به عمل آمد.
- پیشرفت فرهنگی: برای مثال، می‌توان به ایجاد آکادمی سلطنتی هنرهای زیبای سان فرناندو در ۱۷۵۲ میلادی اشاره کرد.